# Patera de Witte
Witte Patera
Pour les articles homonymes, voir de Witte.
La patera de Witte (désignation internationale : Witte Patera) est une patera située sur Vénus dans le quadrangle d'Helen Planitia. Elle a été nommée en référence à Wilhelmine Witte, astronome allemande (1777–1854).